# Alfred Pellan
Alfred Pellan (né Alfred Pelland, à Québec, le 16 mai 1906 - mort à Laval, le 31 octobre 1988) est un peintre, un muraliste, un illustrateur et un costumier québécois, domicilié à Auteuil (Laval),, pendant près de quarante ans. Il est le premier peintre québécois à s'être illustré sur la scène française (plus précisément en 1935). Vingt ans plus tard, à la suite d'une exposition à Paris, son œuvre est reconnue au Québec et au Canada.

## Biographie
Alfred Pellan naît à Québec, le 16 mai 1906. Sa mère, Régina Damphousse, meurt lorsqu’il est en bas âge, et son père Alfred Pelland, mécanicien de locomotive, élève les trois enfants. Lorsqu’il est à l’école, il couvre de dessins les marges de ses cahiers et réussit très bien ses cours d’arts plastiques, alors que les autres matières l'ennuient. En 1920, Alfred Pellan s'inscrit à l'École des beaux-arts de Québec. Il y obtient les premiers prix de cours supérieurs et y décroche des médailles en peinture, dessin, sculpture, croquis, anatomie et publicité. Il vend sa première toile à l’âge de dix-sept ans à la Galerie nationale du Canada (aujourd’hui le Musée des beaux-arts du Canada, à Ottawa). Puis, il obtient en 1926 la première bourse d'études en arts du Québec, ce qui lui permet de demeurer plusieurs années à Paris et de séjourner à Venise, notamment. Il poursuit des études à l'École nationale supérieure des beaux-arts de Paris (1926-1930), où il obtient en 1928 « un Premier prix de peinture » (atelier Lucien Simon). Après l'expiration de sa bourse, il prolonge son séjour à Paris, avec l'aide de son père, jusqu'en 1940, travaillant souvent seul tout en fréquentant les académies de la Grande Chaumière, Colarossi et Ranson. Il gagne le premier prix à l'exposition d'art mural de 1935 à Paris. Il côtoie plusieurs des artistes les plus connus de l'époque (dont : Picasso, Matisse, Derain, Dali…) et, en parcourant l'Europe, « s'imprègne des grands courants de l'art du temps ». Venu faire un bond à Québec, en 1936, dans le but d'être nommé professeur à l'École des Beaux-Arts de sa ville natale, il avait été refusé par le jury, qui l'avait trouvé trop « moderne ». Ses premières oeuvres étaient surtout des natures mortes, qui s'inscrivent dans une forme de cubisme académique, où se lisent, outre l'influence de Picasso et celle de Matisse.
Quand arrive la Seconde Guerre mondiale, il s'empresse de retourner au Québec (1940) et s'installe dans la métropole, Montréal. Il rapporte des œuvres qui sont louangées dans des expositions à Québec et à Montréal. Les œuvres cubistes ou surréalistes qu'il ramène avec lui sont, cependant, alors considérées comme trop avant-gardistes : la plupart ne trouvent pas preneur. De 1943 à 1952, pour survivre, il enseigne à l'École des beaux-arts de Montréal. Son opposition active aux fondements théoriques du directeur de l'École pousse ce dernier (Charles Maillard) à démissionner en 1944. L'école devient dès lors plus libérale dans son approche. En effet, Pellan est ouvertement contre l'académisme et s'engage pour un art indépendant, davantage ouvert à l'universalité et à l'évolution.
Pendant les années 1940, il illustre des recueils de poésie et conçoit des costumes et des décors pour le théâtre. Son style prend de la maturité, se développe encore, pendant cette période. Le surréalisme l'attire de plus en plus : son imagerie devient plus érotique et ses peintures, aux couleurs toujours saisissantes, deviennent plus grandes, plus complexes et plus texturées. Ne croyant pas aux écoles d'art, il est cosignataire, au début de 1948, de « Prisme d'yeux », un manifeste rédigé par Jacques de Tonnancour prônant la liberté d’expression dans l’art, un regroupement qui réclame un art libre de toute idéologie. Plus tard, cette même année, un autre groupe se forme, plus radical, qui signe le manifeste « Refus global » alors proposé par Borduas, reléguant dans l'ombre le premier manifeste, comme si les deux manifestes étaient totalement opposés et incompatibles l'un avec l'autre.
En 1950, un an après leur mariage, Alfred Pellan et sa femme Madeleine Poliseno, s'installe dans leur maison canadienne sur les rives de la rivière des Mille Îles dans le quartier Auteuil à Laval. Dans le but de rendre leur demeure plus adaptée au besoin de Pellan, le couple effectue quelques rénovations. L’étage est agrandi pour installer l’atelier de l’artiste ainsi qu’un lieu d’exposition. L'ancien hangar devient un deuxième atelier et un garage,,.
En 1952, Alfred Pellan reçoit une bourse de la Société royale du Canada et retourne à Paris jusqu'en 1955, avec celle qu'il avait épousée en 1949. Pendant ce séjour et sous le patronage des gouvernements de France et du Canada, le musée national d'Art moderne de la Ville de Paris accueille une exposition de 181 de ses œuvres. Il devient le premier Canadien à présenter une telle exposition individuelle à Paris.
Revenu au Québec depuis deux ans, il reprend ses cours de peinture en 1957 comme professeur au Centre d'art de Sainte-Adèle tout en vivant dans sa maison d'Auteuil à Laval, où il avait élu domicile en 1950. Sa réputation ne cesse ensuite de s'étendre auprès des experts canadiens : il se fait connaître dans différentes expositions, solo ou collectives, et reçoit des commandes de murales, qui établissent sa renommée dans l'ensemble du pays.

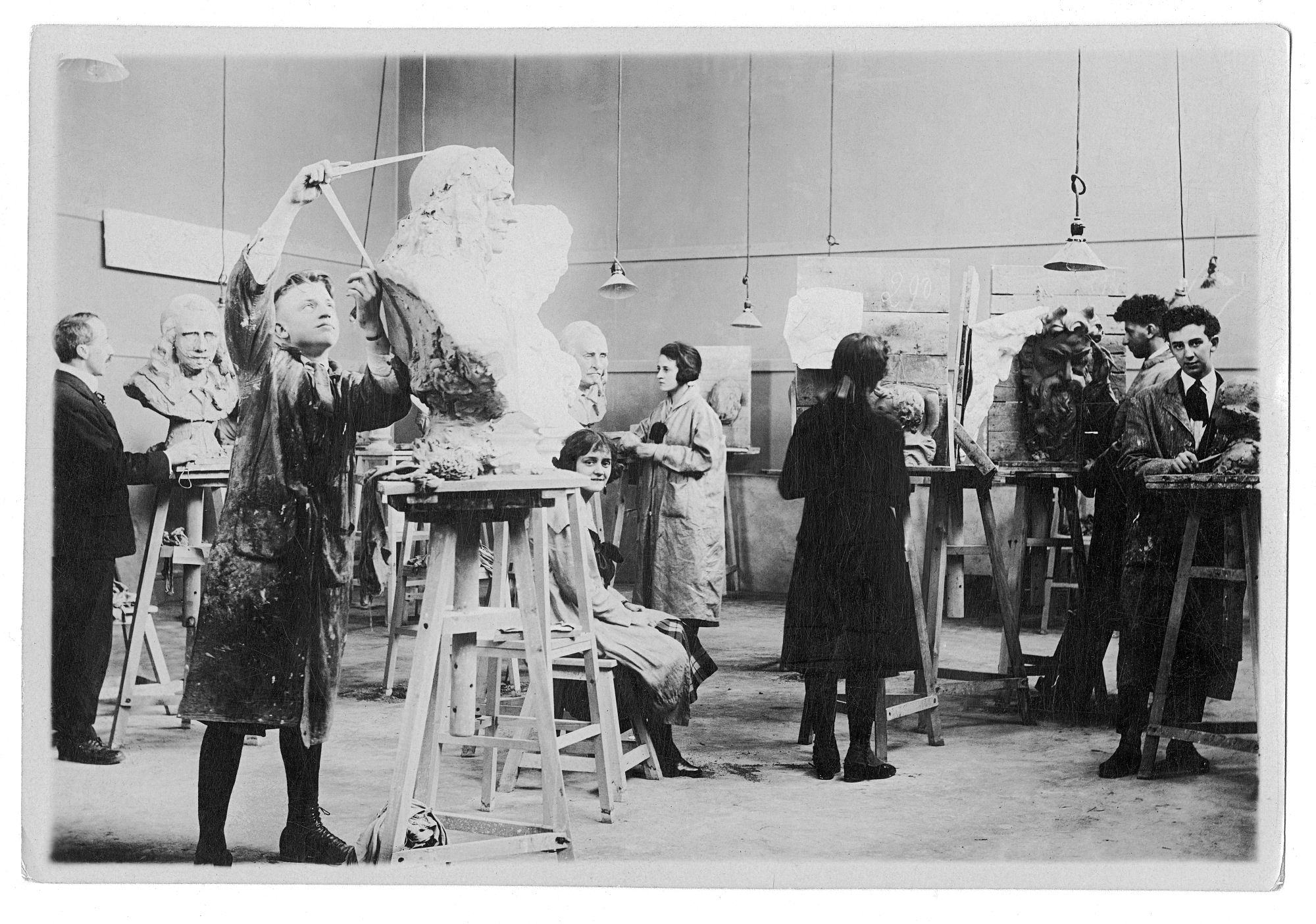
Photographe inconnu, Pellan dans l’atelier de sculptures de Jean Bailleul à l’École des beaux-arts de Québec, 1923, Épreuve à la gélatine argentique, 12 x 17 cm, MNBAQ, Fonds Madeleine et Alfred Pellan (P38.S17.D23.P1)

Plusieurs monographies et documentaires lui sont consacrés, de son vivant déjà, et il reçoit une cascade de récompenses et d'honneurs.
À partir de 1978, Alfred Pellan combat une leucémie, et il ne produit que cinq œuvres durant sa dernière période de dix ans. Domicilié à Auteuil (Laval), il meurt à Laval, le 31 octobre 1988 . Il est inhumé au Parc du Souvenir à Auteuil.
Son épouse (depuis 1949, quand elle avait 23 ans, et lui, 43), Maddalena Poliseno, ou Madeleine Pelland, qu'il a connue quand elle était étudiante à l'École des beaux-arts de Montréal, lui survit jusqu'au 27 septembre 2010.
Le fonds d'archives d'Alfred Pellan est conservé au centre d'archives de Montréal de Bibliothèque et Archives nationales du Québec.

## Expositions

### Expositions individuelles
| - 1939 - Galerie Jeanne Bûcher, Paris - 1940 - Musée des beaux-arts de Montréal - 1942 - Galerie Bignou, New York - 1954 - Coq Liban, Paris - 1955 - Musée national d'Art moderne, Paris (rétrospective de 81 œuvres) - 1956 - Hôtel de ville de Montréal - 1957 - Laing Galleries, Toronto - 1960 - Hommage à Pellan, Galerie Denyse Delrue, Montréal - 1960 - Galerie nationale du Canada - 1960 - Musée des beaux-arts de Montréal - 1960 - Musée du Québec, Québec - 1961 - Musée des beaux-arts de l'Ontario, Toronto - 1961 - Roberts Gallery, Toronto - 1968 - Winnipeg Art Gallery | - 1969 - Musée d'art contemporain de Montréal - 1971 - Pellan, creation for the Theatre, Roberts Gallery, Toronto - 1972 - Musée du Québec, Québec - 1972 - Musée des beaux-arts de Montréal - 1973 - Galerie nationale du Canada - 1977 - Galerie Signal, Montréal - 1981 - Les Dessins d'Alfred Pellan, Galerie nationale du Canada Rétrospectives posthumes - 1993 - Musée d'art contemporain de Montréal - 1993 - Musée national des beaux-arts du Québec (à Québec) - 2005 - Musée d'art contemporain des Laurentides (à Saint-Jérôme) - 2006 - Maison des arts de Laval - 2008 - Musée national des beaux-arts du Québec (à Québec) - 2013 - Musée national des beaux-arts du Québec (à Québec) |

### Expositions collectives
| - 1934 - Salon d'automne, Paris - 1935 - 1re exposition du groupe « Forces nouvelles », Paris, galerie Billiet-Vorms - 1936 - Galerie Bernheim, Paris - 1938 - Exposition des Surindépendants, Paris - 1938 - 2e salon de la Nouvelle génération, Paris, galerie Billiet-Vorms - 1941 - Exposition annuelle de la Société d'art contemporain de Montréal - 1942 - Addison Gallery of American Art, Phillips Academy, Andover (Massachusetts) - 1944 - Groupes de Peintres Canadiens, Rio de Janeiro, Brésil - 1946 - Premier Salon des réalités nouvelles, Paris - 1949 - Exposition nationale canadienne, Toronto - 1952 - Exposition internationale de la 26e Biennale de Venise, Italie - 1954 - 10e Salon de mai, d'art moderne, Paris - 1957 - 35 Peintres contemporains, Musée des beaux-arts de Montréal - 1959 - Wallraf-Richartz Museum, Zeitgenossische Kunst, Cologne, Allemagne - 1963 - Muzeum narodwe w warszawie, Nowoczesne Malarstwo Kandyjskie, Pologne | - 1964 - Wilson, Pellan, Lemieux, McEwen, (en) Plaskett, musée Galliera, Paris - 1964 - Canadian Painting 1939-1963, Tate Gallery, Londres - 1964 - Fifteen Canadian Artists, Washington Gallery of Modern Art - 1965 - Fifteen Canadian Artists, musée d'art moderne de San Francisco - 1967 - La Peinture au Canada, Pavillon du Canada, Terre des Hommes, Montréal - 1967 - Modern Art in Advertising, Institut d'art de Chicago - 1968 - Dix Peintres du Québec, musée d'art contemporain de Montréal - 1975 - A Survey of Canadian Painting, Musée des beaux-arts de l'Ontario - 1979 - Dessin et surréalisme au Québec, musée d'art contemporain de Montréal - 1983 - Le paysage canadien, Exposition itinérante, Londres, Madrid, Paris - 1985 - Six manières un langage, musée du Québec, Québec - 1988 - Borduas and Other Rebels, Dresdnere Gallery, Toronto Exposition posthume (pour chacun des peintres) - 1989 - Pellan, Fortin, Gagnon, Maison des arts de Laval |

## Œuvres

### Peintures
- Jeune Fille au col blanc, 1934?, huile sur toile, 91,7 x 73,2 cm, Musée national des beaux-arts du Québec, Québec[17].
- Fruits au compotier, 1934?, huile sur contreplaqué, 80 x 119,8 cm, Musée national des beaux-arts du Québec, Québec[18].
- Nu de femme, 1935?, huile sur carton, 24,6 x 20 cm, Musée national des beaux-arts du Québec, Québec[19].
- La Spirale, 1938?, huile sur toile, 73 x 54 cm, Musée national des beaux-arts du Québec, Québec[20].
- Vénus et le taureau, 1938?, huile sur toile, 73,5 x 50 cm, Musée national des beaux-arts du Québec, Québec[21].
- Fleurs et dominos, 1940 ou peu avant, huile sur toile, 116 x 89,4 cm, Musée national des beaux-arts du Québec, Québec[22].
- Homme et femme, 1943-1947, huile sur toile marouflée sur contreplaqué, 167 x 208 cm, Musée national des beaux-arts du Québec, Québec[23].
- Citrons ultra-violets, 1948, huile, feuille d'or et peinture fluorescente sur toile, 208 x 167,3 cm, Musée national des beaux-arts du Québec, Québec[24].
- S'abstenir, 1958, huile et gouache sur toile, 60,6 x 93,7 cm, Musée national des beaux-arts du Québec, Québec[25].
- Et le soleil continue, 1959 (1ere version, vers 1938), huile, silice et tabac sur toile, 40,6 x 55,8 cm, Musée national des beaux-arts du Québec, Québec[26].
- Slurch, 1970, huile et silice sur toile, 63,3 x 91,5 cm, Musée national des beaux-arts du Québec, Québec[27].
- Série noire - C, 1971, huile sur toile marouflée sur bois, 36,8 x 68,5 cm, Musée national des beaux-arts du Québec, Québec[28].
- Bestiaire 24e, 1981, huile et silice sur contreplaqué, 122 x 122 cm, Musée national des beaux-arts du Québec, Québec[29].
- Bestiaire 26e, 1984, huile et pastel à l'huile sur toile, 121,9 x 121,9 cm, Musée national des beaux-arts du Québec, Québec[30].

#### Masques
- Masque 60, 1971, acrylique sur masque de plastique, 21,7 x 17 x 11 cm, Musée national des beaux-arts du Québec, Québec[31].
- Feste, 1971, acrylique sur masque de plastique, 21,7 x 17 x 11 cm, Musée national des beaux-arts du Québec, Québec[32].
- Olivia, 1971, acrylique sur masque de plastique, 21,7 x 17 x 11 cm, Musée national des beaux-arts du Québec, Québec[33].
- Valentin, 1971, acrylique sur masque de plastique, 21,7 x 17 x 11 cm, Musée national des beaux-arts du Québec, Québec[34].
- Malvolio, 1971, acrylique sur masque de plastique, 21,7 x 17 x 11 cm, Musée national des beaux-arts du Québec, Québec[35].
- Prêtre, 1971, acrylique sur masque de plastique, 21,7 x 17 x 11 cm, Musée national des beaux-arts du Québec, Québec[36].
- Sire André, 1971, acrylique sur masque de plastique, 21,7 x 17 x 11 cm, Musée national des beaux-arts du Québec, Québec[37].
- Maria, 1971, acrylique sur masque de plastique, 21,7 x 17 x 11 cm, Musée national des beaux-arts du Québec, Québec[38].

### Sculptures
- Pour coups de pied au cul, 1974, soulier en cuir, tiges de métal effilées, plâtre, contreplaqué et peinture, 11 x 34,4 x 15 cm, Musée national des beaux-arts du Québec, Québec[39].
- Pour marcher au plafond, 1974, soulier en cuir, ventouses en caoutchouc, plâtre, contreplaqué et peinture, 11 x 29,8 x 15,1 cm, Musée national des beaux-arts du Québec, Québec[40].
- Le Casse-pieds, 1974, soulier en cuir, fer à repasser, plâtre, contreplaqué et peinture, 18,5 x 29 x 15,2 cm, Musée national des beaux-arts du Québec, Québec[41].
- L'Exhibitionniste, 1974, soulier en cuir vernis, plâtre, contreplaqué, encre et peinture, 15 x 32,5 x 15,4 cm, Musée national des beaux-arts du Québec, Québec[42].
- Ivrognerie, 1977, crâne, ciment, verre et bouteilles cassées et acrylique, 27 x 24 x 18 cm, Musée national des beaux-arts du Québec, Québec[43].
- Le Cendrier, 1977, dessus de crâne, maxillaire, ciment et pipe, 9 x 13,8 x 16 cm, Musée national des beaux-arts du Québec, Québec[44].
- Good Luck, 1982, patin de hockey en cuir et en textile, plâtre, métal, bois et peinture, 38,2 x 29 x 10 cm, Musée national des beaux-arts du Québec, Québec[45].

### Arts graphiques
- Prisme d'Yeux, 1948, encre, mine de plomb et aquarelle sur papier, 12,4 x 20,2 cm, Musée national des beaux-arts du Québec, Québec[46].
- L'Homme A grave, 1948, gouache et encre sur papier, 29,8 x 22,8 cm, Musée national des beaux-arts du Québec, Québec[47].
- Voltige d'automne - A, 1973, encre de couleur et encre de Chine sur papier velours, 25,4 x 33,2 cm, Musée national des beaux-arts du Québec, Québec[48].
- Hollywood, 1974, encre de couleur et encre de Chine sur papier velours, 25,4 x 33,2 cm, Musée national des beaux-arts du Québec, Québec[49].
- Bestiaire d'après « Arrivée de l'Amirauté, Territoires-du-Nord-Ouest », 1984, encre sur offset couleur sur papier collé sur carton, 20,4 x 23,6 cm (papier); 18,4 x 22,3 cm (image); 24,2 x 28 cm (carton), Musée national des beaux-arts du Québec, Québec[50].
- La Mine de charbon 1984, encre sur offset sur papier collé sur carton, 15,6 x 19 cm (papier); 13,8 x 18 cm (image); 18,2 x 25,4 cm (carton), Musée national des beaux-arts du Québec, Québec[51].
- Bestiaire d'après « Aiglefeu » de Léon Bellefleur, 1984, encre sur offset couleur sur papier collé sur carton, 28 x 37,4 cm (papier); 30,5 x 39,5 cm (carton), Musée national des beaux-arts du Québec, Québec[52].
- Café-Tabac, 1984, sérigraphie, épreuve d'essai, 66,6 x 48 cm (papier); 32,5 x 25,3 cm (image), Musée national des beaux-arts du Québec, Québec[53].
- Fées d'eau, 1984, sérigraphie, épreuve d'essai, 90,5 x 66 cm (papier); 71,3 x 50,7 cm (image), Musée national des beaux-arts du Québec, Québec[54].
- Au clair de lune, 1984, sérigraphie, épreuve d'essai, 98,5 x 66,2 cm (papier); 73,6 x 44 cm (image), Musée national des beaux-arts du Québec, Québec[55].
- Beau Port de mer, du livre d'artiste «Septuor maritime», 1984, sérigraphie, H.C. II/XXX sur 68, 56 x 66 cm (papier); 45,6 x 55,7 cm (image), Musée national des beaux-arts du Québec, Québec[56].
- Montage sur Borduas, vers 1984, gouache et encre sur offset sur papier collé sur carton, 40,5 x 32,6 cm, Musée national des beaux-arts du Québec, Québec[57].
- Peinture internationale, vers 1984, gouache et encre sur cartons découpés (2) et encre sur offset sur papier collé sur carton, 40,5 x 32,6 cm (chacun), Musée national des beaux-arts du Québec, Québec[58].
- Acceptation globale, 1984, encre sur offset sur papier collé sur carton, 40,5 x 32,6 cm, Musée national des beaux-arts du Québec, Québec[59].
- Oiseau, 1985, encre sur papier de couleur découpé, 6,5 x 5 cm, Musée national des beaux-arts du Québec, Québec[60].
- Les Tulipes, 1994, sérigraphie d'interprétation, E.A. II/XV, 61,3 x 50,5 cm (papier); 45,4 x 38 cm (image), Musée national des beaux-arts du Québec, Québec[61].
- Le Chat Roi, 1999, sérigraphie d'interprétation, E.A. 25/25, 76 x 76,3 cm (papier); 61 x 61 cm (image), Musée national des beaux-arts du Québec, Québec[62].

## Honneurs
- 1926 - Boursier du Québec, pour études à Venise et à Paris
- 1928 - Prix de l'École des Beaux-Arts de Paris (atelier Lucien Simon)[63],[8]
- 1935 - Premier prix de l'exposition de murales de Paris
- 1948 - Soixante-cinquième exposition du printemps, Musée des beaux-arts de Montréal
- 1951- Troisième prix du Concours artistiques de la province de Québec
- 1956 - Premier prix du concours de murales, City Centre Building, Montréal
- 1957 - Murale pour le City Centre Building, Montréal
- 1958 - Bourse spéciale du Conseil des arts du Canada
- 1958 - National Painting Prize, Université de l'Alberta
- 1965 - Médaille du Conseil des arts du Canada
- 1965 - Membre du jury à la Quatrième Biennale de Paris
- 1967 - Compagnon de l'ordre du Canada
- 1967 - Médaille du Centenaire de la Confédération canadienne
- 1969 - Doctorat honorifique, de l'Université d'Ottawa
- 1971 - Associé de l’Académie royale des arts du Canada (RCA)
- 1971 - Doctorat honorifique de l'Université Laval
- 1971 - Doctorat honorifique de l'Université Concordia
- 1971 - Président Honoraire de la Guilde graphique
- 1972 - Prix Louis-Philippe-Hébert
- 1972 - Prix Molson, du Conseil des arts du Canada (aujourd'hui « prix du Gouverneur général »)
- 1973 - Membre de l'Académie royale des arts du Canada (RCA)
- 1974 - Doctorat honorifique de l'Université de Montréal
- 1978 - Déclaré « Montréalais le plus remarquable des vingt dernières années »
- 1983 - Prix d'excellence de l'IRAC (médaille des Arts connexes de l'Institut royal d'architecture du Canada)
- 1984 - Prix Paul-Émile-Borduas[64],[65]
- 1985 - Officier de l'Ordre national du Québec[66]

Honneurs posthumes
- 1998 - Médaille de l'Académie royale des arts du Canada
- L'institution muséale en art contemporain de la Ville de Laval porte le nom de Salle Alfred-Pellan [67]
- Un monument à sa mémoire dans la ville de Québec, sa ville natale[68]
- Une plaque "Ici véçut" de la ville de Québec est présente au 583 3e avenue, en son honneur, pour indiquer son ancien lieu de résidence[69]
- Une exposition permanente lui est aussi consacrée au Musée national des beaux-arts du Québec
- Une rue porte son nom dans les municipalités de[70]: 
  - Montréal
  - Québec
  - Longueuil
  - Lévis
  - Saguenay
  - Terrebonne
  - Brossard
  - Saint-Jérôme
  - Drummondville
  - Granby
  - Mirabel
  - Blainville
  - Shawinigan
  - Boisbriand
  - Saint-Lin-Laurentides
  - Sainte-Catherine
  - Saint-Charles-Borromée
  - Rawdon
  - Notre-Dame-de-l'Île-Perrot
  - Petite-Rivière-Saint-François

## Collections
| - Musée des beaux-arts du Canada (Ottawa) - Musée des beaux-arts de Montréal (Montréal) - Musée d'art contemporain de Montréal (Montréal) - Musée national des beaux-arts du Québec (Québec) - Collection d'art canadien McMichael (Kleinburg, Ontario) - Musée de Grenoble (Grenoble, France) - Musée national d'Art moderne (Paris, France) - Wellesley College Museum (Philadelphie, États-Unis) - Musée d'art contemporain des Laurentides (Saint-Jérôme) - Musée des beaux-arts de Sherbrooke (Sherbrooke) - Tom Thomson Memorial Art Gallery (Owen Sound, Ontario) - Art Gallery of Ontario (Toronto, Ontario) - Art Gallery of Edmonton (Edmonton, Alberta) - Winnipeg Art Gallery (Winnipeg, Manitoba) - Art Gallery of Hamilton (Hamilton, Ontario) - Art Gallery of Windsor (Windsor, Ontario) - Musée des beaux-arts de la Nouvelle-Écosse (Halifax, Nouvelle-Écosse) - Art Gallery of Greater Victoria (Victoria, Colombie-Britannique) - Vancouver Art Gallery (Vancouver, Colombie-Britannique) - Mackenzie Art Gallery (Regina, Saskatchewan) - Musée du Bas-Saint-Laurent (Rivière-du-Loup) - Musée régional de la Côte-Nord (Sept-Îles) - Museum London (en) (London, Ontario) | - Agnes Etherington Art Centre (Kingston, Ontario) - The Robert McLaughlin Gallery (Oshawa, Ontario) - Dalhousie Art Gallery (Halifax, Nouvelle-Écosse) - Simon Fraser Gallery (Burnaby, Colombie-Britannique) - Kitchener-Waterloo Art Gallery (Kitchener, Ontario) - Beaverbrook Art Gallery (Fredericton, Nouveau-Brunswick) - Musée d'art de Joliette (Joliette) - Musée régional de Rimouski (Rimouski) - Musée Laurier (Montréal) - Musée de la civilisation (Québec) - Musée Louis-Hémon (Péribonka) - Musée des Hospitalières de l'Hôtel-Dieu de Montréal (Montréal) - Université Concordia (Montréal) - Université de Montréal (Montréal) - Galerie de l'UQAM (Montréal) - Musée des maîtres et artisans du Québec (Saint-Laurent) - La Pulperie de Chicoutimi (Chicoutimi) - Musée Pierre-Boucher (Trois-Rivières) - Bata Shoe Museum Foundation (Toronto, Ontario) - Conseil des arts du Canada (Ottawa, Ontario) - Power Corporation du Canada (Montréal) - Firestone Art Collection (Ottawa, Ontario) - Collection de l'Université de Sherbrooke, Université de Sherbrooke (Sherbrooke) - Ville de Laval (Laval, Québec) |

## Filmographie
- Pellan, un long-métrage d'André Gladu, 1986 (seul long métrage consacré à Pellan[8])
- Alfred Pellan, peintre, de Louis Portugais, ONF, 1974, 05 min 58 s, couleur (id=633)
- Voir Pellan, de Louis Portugais, ONF, 1969, 18 min 52 s (id=696)